# Louis Boyer (astronom)
Louis Boyer, född 1901 i Paris, Frankrike, död 1999, var en fransk astronom.
Minor Planet Center listar honom som upptäckare av 40 asteroider mellan 1930 och 1952.
Han var verksam vid Algerobservatoriet i Alger, Algeriet och vid Niceobservatoriet i Nice, Frankrike
Asteroiden 1215 Boyer är uppkallad efter honom.

## Asteroider upptäckta av Louis Boyer
| 1177 Gonnessia   | 24 november 1930 |
| 1211 Bressole    | 2 december 1931  |
| 1212 Francette   | 3 december 1931  |
| 1295 Deflotte    | 25 november 1933 |
| 1296 Andrée      | 25 november 1933 |
| 1301 Yvonne      | 7 mars 1934      |
| 1338 Duponta     | 4 december 1934  |
| 1339 Désagneauxa | 4 december 1934  |
| 1340 Yvette      | 27 december 1934 |
| 1343 Nicole      | 29 mars 1935     |
| 1344 Caubeta     | 1 april 1935     |
| 1364 Safara      | 18 november 1935 |
| 1377 Roberbauxa  | 14 februari 1936 |
| 1380 Volodia     | 16 mars 1936     |
| 1392 Pierre      | 16 mars 1936     |
| 1400 Tirela      | 17 november 1936 |
| 1412 Lagrula     | 19 januari 1937  |
| 1413 Roucarie    | 12 februari 1937 |
| 1414 Jérôme      | 12 februari 1937 |
| 1415 Malautra    | 4 mars 1937      |

| 1416 Renauxa   | 4 mars 1937       |
| 1511 Daléra    | 22 mars 1939      |
| 1574 Meyer     | 22 mars 1949      |
| 1577 Reiss     | 19 januari 1949   |
| 1594 Danjon    | 23 november 1949  |
| 1597 Laugier   | 7 mars 1949       |
| 1598 Paloque   | 11 februari 1950  |
| 1599 Giomus    | 17 november 1950  |
| 1601 Patry     | 18 maj 1942       |
| 1606 Jekhovsky | 14 september 1950 |
| 1616 Filipoff  | 15 mars 1950      |
| 1617 Alschmitt | 20 mars 1952      |
| 1629 Pecker    | 28 februari 1952  |
| 1630 Milet     | 28 februari 1952  |
| 1649 Fabre     | 27 februari 1951  |
| 1713 Bancilhon | 27 september 1951 |
| 1714 Sy        | 25 juli 1951      |
| 1851 Lacroute  | 9 november 1950   |
| 2021 Poincaré  | 26 juni 1936      |
| 4422 Jarre     | 17 oktober 1942   |